# Вини Вичи
Вини Вичи (на английски: Vini Vici) е дуо диджеи от Израел в областта на жанра психеделичен транс.
Основано е през 2013 г. от продуцентите Авирам Сахарай (на английски: Aviram Saharai) и Матан Кадош (на английски: Matan Kadosh), които и преди са били част от проекта Сесто Сенто (на английски: Sesto Sento).

## Кариера
Диджеите Авирам Сахарай и Матан Кадош са от Афула, град в северната част на Израел. Работят заедно от началото на 2000 г., включително и в транс проекта Сесто Сенто. В същото време и двамата продуценти са активни както в самостоятелни, така и в други проекти. Авирам Сахарай участва в Ferbi Boys, Sesto Sento, The 8th Note, Vini Vici, докато Матан Кадош участва в Gataka, Gataplex, Miracle (4), Rio Vegas, Sesto Sento, Vini Vici. Като основание за създаването на Вини Вичи, двамата диджеи изтъкват желанието им да създадат нови футуристични идеи въз основата на класическия сайтранс. След основаването Вини Вичи подписват договори с музикалните издатели „Iboga Records“, „FM Bookings“, което им осигурява контакти с големи имена в жанра.
На 5 ноември 2013 г. пускат дебютното си издание – двоен сингъл, състоящ се от композициите „Divine Mode“ и „Trust in a Trance“. След успешният старт, те издават други единични издания, които влизат в официалния Beatport Top 100. По късно през същата година пускат редица композиции на своя SoundCloud канал.
През 2015 г. издават дебютния си албум „Future Classics“, който достига второ място в Beatport Top 100. Същата година Армин ван Бюрен представя композицията на Вини Вичи – „The Tribe“ в радиото си „A State of Trance“. През месец април същата година „The Tribe“ се изкачва на първо място в класацията на „Beatport“ в раздела за сайтранс музика и получава награда за най-добри продажби.
С ремиксът „Free Tibet“, издаден през пролетта на 2016 г. като част от френския сайтранс проект „Hilight Tribe“, Вини Вичи лавинообразно увеличават своите фенове, като за кратко време пистата надхвърля 15 милиона гледания в You Tube и се класира на второ място в официалните класации на „Beatport“. След тази популярност Вини Вичи имат над 220 участия в световноизвестни фестивали като „A State of Trance“, „Tomorrowland“ и „Sunburn GOA“. Въпреки това, следващите сингли „We Are the Creators“ и „Colors“ не успяват в търговски аспект.
В края на 2016 г. Вини Вичи издават съвместно с Армин ван Бюрен ремиксът „Great Spirit“, който също е част от „Hilight Tribe“. Композицията достига 5-о място в класацията на „Beatport“, като в рамките на 2 седмици набира един милион прослушвания. Ремиксът е приет много добре от всички диджей среди. Вследствие „Great Spirit“ е ремиксиран от нидерландския диджей Wildstylez в хардстил (на английски: hardstyle).
На 27 юли 2017 г. нидерландското дуо диджеи W&W съвместно с Вини Вичи пускат композицията „Chakra“. Ремиксът е силно повлиян от психеделичния транс стил на Вини Вичи. „Chakra“ достига до първото място в класацията за сайтранс в Beatport в рамките на 24 часа от пускането.
През 2018 г. Вини Вичи стартира свой собствен звукозаписен лейбъл, наречен „Alteza Records“ като част от семейството на „Armada Music“. Същевременно същата година те издават няколко съвместни ремикса с различни диджеи като „100“ (с Timmy Trumpet), „The House Of House“ (с Dimitri Vegas & Like Mike) и „Moshi Moshi“ (с Steve Aoki).

## Гостуване в България
За първи път излизат на българска сцена на 4 май 2019 година в Ялта клуб в София.

## Дискография

### Албуми

#### 2015
- Future Classics

#### 2016
- Grotesque 250

#### 2017
- Part of the Dream

### Сингли и мини-албуми (EP)

#### 2013
- Divine Mode – (Iboga Records).
- Trust in Trance – (Iboga Records).
- Back Underground (Major7) – (Iboga Records).

#### 2014
- Parallel Universe – (Iboga Records).
- Expender – (Iboga Records).
- Mad – (Iboga Records).
- Anything & Everything – (Iboga Records).
- Veni Vidi Vici – (Iboga Records).
- Alteza – (Iboga Records).

#### 2015
- High On (vs. D-Addiction) – (Iboga Records).
- The Tribe – (Iboga Records).
- The Calling (vs. Ace Ventura) – (Iboga Records).

#### 2016
- High On (mit D-Addiction).
- Free Tibet (vs. Hilight Tribe).
- We Are the Creators (vs. Bryan Kearney) – (Iboga Records).
- Namaste (Static Movement & Off Limits Remix).
- Universe Inside Me (vs. Liquid Soul) – (Iboga Records).
- Colors (Tristan & Avalon) – (Iboga Records).
- Great Spirit (Armin van Buuren с участието на Hilight Tribe) – (Armind / Armada Music).

#### 2017
- In & Out (vs. Emok & Martin Vice & Off Limits).
- Ravers Army – (Iboga Records).
- FKD Up Kids – (Iboga Records).
- Flashback (vs. Pixel) – (Iboga Records).
- Chakra (vs. W&W) – (Mainstage Music).
- Adhana (vs. Astrix) – (Iboga Records).

#### 2018
- 100 (vs. Timmy Trumpet & Symphonic) – (Spinnin' Records).
- The House Of House (vs. Dimitri Vegas & Like Mike & Cherry Moon Trax) – (Smash The House).
- Moshi Moshi (vs. Steve Aoki) – (Dim Mak).
- Where The Heart Is – (Alteza Records).
- United (vs. Armin van Buuren & Alok с участието на Zafrir Ifrach) – (Armind / Armada Music).
- ID (vs. KSHMR).

#### 2019
- Karma (vs.Reality Test с участието на Shanti People)
- Untz Untz (vs.Dimitri Vegas & Like Mike x Liquid Soul)
- Alive (vs.R3hab с участието на Pangea & Dego)
- Galaxy (vs.Paul Van Dyk)
- Moyoni (vs.Jean Marie с участието на Hilight Tribe)

## Награди и класации
- Israel Walla Nightlife Awards (2017) „Dj Of The Year“.
- 72-ро място в класацията на най-добрите диджеи за 2017 г. в „Dj Mag“ – Dj Mag Top 100 Djs (2017) № 72[10].
- Israel Walla Nightlife Awards (2018) Dj Of The Year.
- Gold Record Great Spirit.
- 34-то място в класацията на най-добрите диджеи за 2018 г. в „Dj Mag“ – DJ Mag Top 100 Djs (2018) № 34 Highest Climber[11]

- 31-во място в класацията на най-добрите диджеи за 2019 г. в „Dj Mag“ – DJ Mag Top 100 Djs (2019) № 31 Highest Climber[12]